# Verrucaria sandstedei
Verrucaria sandstedei är en lavart som beskrevs av B. de Lesd. Verrucaria sandstedei ingår i släktet Verrucaria och familjen Verrucariaceae.   Inga underarter finns listade i Catalogue of Life.